# Dick Balduzzi
Dick Balduzzi (Alliance, 9 febbraio 1928 – West Whiteland Township, 27 gennaio 2020) è stato un attore statunitense.

## Biografia
Attore americano di origine italiana, prestò servizio nella Marina degli Stati Uniti. Dopo aver studiato alla Goodman Theatre School of Drama di Chicago si trasferì a New York e iniziò a recitare a Broadway. 
Incontrò il direttore del casting di The Jackie Gleason Show che gli permise di entrare nel mondo dello spettacolo, interpretando inizialmente personaggi secondari. Dopo sette anni e il trasferimento a Los Angeles, iniziò a lavorare stabilmente come attore. 
Dal 1964 partecipò ad alcune sitcom come Strega per amore, Gidget (1965), Vita da strega, Quella strana ragazza e Barney Miller. Interpretò la parte del soldato nel film di guerra I guerrieri, quella di ospite di una festa in Un marito per Tillie e quella del prigioniero nel film Pericolosamente Johnny diretto da Amy Heckerling, assieme a Michael Keaton. L'ultimo ruolo interpretato risale al 1990 in una puntata della serie televisiva americana Colombo.
È stato sposato con Phyllis Jarzembski dalla quale ha avuto una figlia, Judy.

## Filmografia parziale

### Cinema
- I guerrieri, regia di Brian G. Hutton (1970)
- Il boss è morto, regia di Richard Fleischer (1973) - non accreditato
- Agente Newman, regia di Richard T. Heffron (1974)
- Coma profondo, regia di Michael Crichton (1978)
- Pastasciutta... amore mio!, regia di Anne Bancroft (1980)
- Il postino suona sempre due volte, regia di Bob Rafelson (1981)
- Zorro mezzo e mezzo, regia di Peter Medak (1981)
- Zapped! - Il college più sballato d'America, regia di Robert J. Rosenthal (1982)
- Pericolosamente Johnny, regia di Amy Heckerling (1984)
- Tutto in una notte, regia di John Landis (1985)

### Televisione
- The Jackie Gleason Show - talk show, episodio 6x16 (1957)
- Ben Casey - serie TV, episodio 3x26 (1964)
- Lawbreakers - serie TV, episodio 1x27 (1964)
- The Farmer's Daughter - serie TV, episodio 2x28 (1965)
- Hazel - serie TV, episodio 5x6 (1965)
- Strega per amore - serie TV, episodio 1x9 (1965)
- Gidget - serie TV, episodio 1x10 (1965)
- Vita da strega - serie TV, episodi 1x32, 2x8, 2x12 (1965)
- Camp Runamuck - serie TV, episodio 1x25 (1966)
- Amore in soffitta - serie TV, episodio 1x12 (1966)
- It's About Time - serie TV, episodio 1x20 (1967)
- A Bell for Adano - film TV (1967)
- Al banco della difesa - serie TV, episodio 1x10 (1967)
- The Flying Nun - serie TV, episodi 1x1, 1x12 (1967)
- Operazione ladro - serie TV, episodio 1x13 (1968)
- Quella strana ragazza - serie TV, episodi 1x9, 2x24, 3x21 (1966-1969)
- Sotto l'albero yum yum - film TV (1969)
- Arrivano le spose - serie TV, episodi 1x1, 1x3, 1x7, 1x13, 2x2 (1968-1969)
- The Bill Cosby Show - serie TV, episodi 2x14, 2x15, 2x18 (1970-1971)
- La femminista e il poliziotto - film TV (1971)
- The Partners - serie TV, episodio 1x2 (1971)
- Two on a Bench - film TV (1971)
- Compagni di giochi - film TV (1972)
- The Paul Lynde Show - serie TV, episodio 1x17 (1973)
- Mary Tyler Moore Show - serie TV, episodi 2x8, 3x16, 3x20 (1971-1973)
- Thicker Than Water - serie TV, episodio 1x3 (1973)
- La famiglia Partridge - serie TV, episodi 1x8, 3x12, 4x4 (1970-1973)
- Message to My Daughter - film TV (1973)